# Клубний чемпіонат світу з футболу 2009
Клубний чемпіонат світу з футболу 2009 року — шостий клубний чемпіонат світу, що проходив у Абу-Дабі, ОАЕ з 9 по 19 грудня 2009 року. У розіграші взяли участь сім команд. Переможцем стала іспанська «Барселона», яка у фіналі в додатковий час обіграла з рахунком 2:1 аргентинський «Естудьянтес» і здобула шостий з шести можливих трофеїв у 2009 році.

## Формат
У розіграші взяли участь 7 команд. Матчі пройшли за системою плей-оф. Крім переможців континентальних турнірів, в клубному чемпіонаті взяв участь представник приймаючої країни — чемпіон ОАЕ 2008/09 — «Аль-Аглі».
Чемпіон ОАЕ і переможець Ліги чемпіонів ОФК почали турнір з 1/8 фіналу; переможці Ліги чемпіонів АФК, Ліги чемпіонів КАФ і Ліги чемпіонів КОНКАКАФ — з 1/4 фіналу; переможці Кубка Лібертадорес і Ліги чемпіонів — з 1/2 фіналу.
Призовий фонд турніру склав $ 16,5 млн. Переможці отримали $ 5 млн, фіналісти — $ 4 млн, за третє місце — $ 2,5 млн, за четверте — $ 2 млн, за п'яте $ 1,5 млн, за шосте — $ 1 млн і за сьоме — $ 500 тис..

## Учасники
| Команда                  | Конфедерація          | Кваліфікація                                 |
| Починають з півфіналу    | Починають з півфіналу | Починають з півфіналу                        |
| ------------------------ | --------------------- | -------------------------------------------- |
| «Естудьянтес»            | КОНМЕБОЛ              | Володар Кубка Лібертадорес (2009)            |
| «Барселона»              | УЄФА                  | Переможець Ліги чемпіонів УЄФА (2008/09)     |
| Починають з чвертьфіналу |                       |                                              |
| «ТП Мазембе»             | КАФ                   | Переможець Ліги чемпіонів КАФ (2009)         |
| «Атланте»                | КОНКАКАФ              | Переможець Ліги чемпіонів КОНКАКАФ (2008/09) |
| «Пхохан Стілерс»         | АФК                   | Переможець Ліги чемпіонів АФК (2009)         |
| Починають з кваліфікації |                       |                                              |
| «Аль-Аглі»               | АФК                   | Чемпіон ОАЕ (2008/09)                        |
| «Окленд Сіті»            | ОФК                   | Переможець Ліги чемпіонів ОФК (2008/09)      |

## Стадіони
| Абу-Дабі                                                                        | Абу-Дабі                                                                        | «Мохаммед бін Заєд» «Шейх Заєд»Клубний чемпіонат світу з футболу 2009 (ОАЕ) | «Мохаммед бін Заєд» «Шейх Заєд»Клубний чемпіонат світу з футболу 2009 (ОАЕ) | «Мохаммед бін Заєд» «Шейх Заєд»Клубний чемпіонат світу з футболу 2009 (ОАЕ) | «Мохаммед бін Заєд» «Шейх Заєд»Клубний чемпіонат світу з футболу 2009 (ОАЕ) | «Мохаммед бін Заєд» «Шейх Заєд»Клубний чемпіонат світу з футболу 2009 (ОАЕ) |
| «Мохаммед бін Заєд»                                                             | «Шейх Заєд»                                                                     | «Мохаммед бін Заєд» «Шейх Заєд»Клубний чемпіонат світу з футболу 2009 (ОАЕ) | «Мохаммед бін Заєд» «Шейх Заєд»Клубний чемпіонат світу з футболу 2009 (ОАЕ) | «Мохаммед бін Заєд» «Шейх Заєд»Клубний чемпіонат світу з футболу 2009 (ОАЕ) | «Мохаммед бін Заєд» «Шейх Заєд»Клубний чемпіонат світу з футболу 2009 (ОАЕ) | «Мохаммед бін Заєд» «Шейх Заєд»Клубний чемпіонат світу з футболу 2009 (ОАЕ) |
| 24°27′09.95″ пн. ш. 54°23′31.27″ сх. д. / 24.4527639° пн. ш. 54.3920194° сх. д. | 24°24′57.92″ пн. ш. 54°27′12.93″ сх. д. / 24.4160889° пн. ш. 54.4535917° сх. д. | «Мохаммед бін Заєд» «Шейх Заєд»Клубний чемпіонат світу з футболу 2009 (ОАЕ) | «Мохаммед бін Заєд» «Шейх Заєд»Клубний чемпіонат світу з футболу 2009 (ОАЕ) | «Мохаммед бін Заєд» «Шейх Заєд»Клубний чемпіонат світу з футболу 2009 (ОАЕ) | «Мохаммед бін Заєд» «Шейх Заєд»Клубний чемпіонат світу з футболу 2009 (ОАЕ) | «Мохаммед бін Заєд» «Шейх Заєд»Клубний чемпіонат світу з футболу 2009 (ОАЕ) |
| Місткість: 42,056                                                               | Місткість: 50,000                                                               | «Мохаммед бін Заєд» «Шейх Заєд»Клубний чемпіонат світу з футболу 2009 (ОАЕ) | «Мохаммед бін Заєд» «Шейх Заєд»Клубний чемпіонат світу з футболу 2009 (ОАЕ) | «Мохаммед бін Заєд» «Шейх Заєд»Клубний чемпіонат світу з футболу 2009 (ОАЕ) | «Мохаммед бін Заєд» «Шейх Заєд»Клубний чемпіонат світу з футболу 2009 (ОАЕ) | «Мохаммед бін Заєд» «Шейх Заєд»Клубний чемпіонат світу з футболу 2009 (ОАЕ) |
|                                                                                 |                                                                                 | «Мохаммед бін Заєд» «Шейх Заєд»Клубний чемпіонат світу з футболу 2009 (ОАЕ) | «Мохаммед бін Заєд» «Шейх Заєд»Клубний чемпіонат світу з футболу 2009 (ОАЕ) | «Мохаммед бін Заєд» «Шейх Заєд»Клубний чемпіонат світу з футболу 2009 (ОАЕ) | «Мохаммед бін Заєд» «Шейх Заєд»Клубний чемпіонат світу з футболу 2009 (ОАЕ) | «Мохаммед бін Заєд» «Шейх Заєд»Клубний чемпіонат світу з футболу 2009 (ОАЕ) |

## Склади
Кожна команда могла заявити по 23 футболісти, три з яких мають бути воротарями.

## Судді
| Конфедерація | Арбітр               | Асистенти                             |
| ------------ | -------------------- | ------------------------------------- |
| АФК          | Равшан Ірматов       | Абдухамідулло Расулов Рафаель Ільясов |
| АФК          | Меттью Брізі         | Джейсон Пауер Бен Вілсон              |
| КАФ          | Коффі Коджія         | Алексіс Фассіну Дезіре Гахунгу        |
| КОНКАКАФ     | Беніто Арчундія      | Марвін Торрентера Ектор Вергара       |
| КОНМЕБОЛ     | Карлос Еуженіо Сімон | Роберто Браатц Алтемір Гаусманн       |
| ОФК          | Пітер О'Лірі         | Брент Бест Меттью Таро                |
| УЄФА         | Роберто Розетті      | Стефано Айролді Крістіано Копеллі     |

## Турнір
|  | Плей-оф                   | Плей-оф                 |                           |              | Чвертьфінал             | Чвертьфінал             |                 |                 | Півфінал | Півфінал |  |  | Фінал                   | Фінал                   |
|  | 9 грудня — «бін Заєд»     |                         |                           |              |                         |                         |                 |                 |          |          |  |  |                         |                         |
|  | «Аль-Аглі»                | 0                       |                           |              | 12 грудня — «Шейх Заєд» | 12 грудня — «Шейх Заєд» |                 |                 |          |          |  |  |                         |                         |
|  | «Аль-Аглі»                | 0                       |                           |              | 12 грудня — «Шейх Заєд» | 12 грудня — «Шейх Заєд» |                 |                 |          |          |  |  |                         |                         |
|  | «Окленд Сіті»             | 2                       |                           |              | «Окленд Сіті»           | 0                       |                 |                 |          |          |  |  |                         |                         |
|  | «Окленд Сіті»             | 2                       | 16 грудня — «Шейх Заєд»   |              | «Окленд Сіті»           | 0                       |                 |                 |          |          |  |  |                         |                         |
|  |                           |                         |                           |              | «Атланте»               | 3                       |                 |                 |          |          |  |  |                         |                         |
|  | «Атланте»                 | 1                       |                           |              | «Атланте»               | 3                       |                 |                 |          |          |  |  |                         |                         |
|  | «Атланте»                 | 1                       |                           |              |                         |                         |                 |                 |          |          |  |  |                         |                         |
|  |                           |                         | «Барселона»               | 3            |                         |                         |                 |                 |          |          |  |  |                         |                         |
|  |                           |                         | «Барселона»               | 3            |                         |                         |                 |                 |          |          |  |  |                         |                         |
|  |                           |                         | 19 грудня — «Шейх Заєд»   |              |                         |                         |                 |                 |          |          |  |  |                         |                         |
|  |                           |                         |                           |              |                         |                         |                 |                 |          |          |  |  |                         |                         |
|  | «Естудьянтес»             | 1                       |                           |              |                         |                         |                 |                 |          |          |  |  |                         |                         |
|  | «Естудьянтес»             | 1                       | 11 грудня — «М. бін Заєд» |              |                         |                         |                 |                 |          |          |  |  |                         |                         |
|  |                           | «Барселона»             | 2 (д.ч.)                  |              |                         |                         |                 |                 |          |          |  |  |                         |                         |
|  |                           |                         | 2 (д.ч.)                  | «ТП Мазембе» | 1                       |                         |                 |                 |          |          |  |  |                         |                         |
|  | 15 грудня — «М. бін Заєд» |                         |                           | «ТП Мазембе» | 1                       |                         |                 |                 |          |          |  |  |                         |                         |
|  |                           | «Пхохан Стілерс»        | 2                         |              |                         |                         |                 |                 |          |          |  |  |                         |                         |
|  | «Пхохан Стілерс»          | «Пхохан Стілерс»        | 2                         | 1            |                         |                         |                 |                 |          |          |  |  |                         |                         |
|  | «Пхохан Стілерс»          | Матч за 5 місце         | Матч за 5 місце           | 1            |                         |                         | Матч за 3 місце | Матч за 3 місце |          |          |  |  |                         |                         |
|  |                           | Матч за 5 місце         | Матч за 5 місце           |              | «Естудьянтес»           | 2                       | Матч за 3 місце | Матч за 3 місце |          |          |  |  |                         |                         |
|  | «ТП Мазембе»              | 2                       | «Пхохан Стілерс»          | 1 (4)        | «Естудьянтес»           | 2                       |                 |                 |          |          |  |  |                         |                         |
|  | «ТП Мазембе»              | 2                       | «Пхохан Стілерс»          | 1 (4)        |                         |                         |                 |                 |          |          |  |  |                         |                         |
|  | «Окленд Сіті»             | 3                       | «Атланте»                 | 1 (3)        |                         |                         |                 |                 |          |          |  |  |                         |                         |
|  | «Окленд Сіті»             | 3                       | «Атланте»                 | 1 (3)        |                         |                         |                 |                 |          |          |  |  |                         |                         |
|  | 16 грудня — «Шейх Заєд»   | 16 грудня — «Шейх Заєд» |                           |              |                         |                         |                 |                 |          |          |  |  | 19 грудня — «Шейх Заєд» | 19 грудня — «Шейх Заєд» |

## Результати
Зазначений час — місцевий (UTC+4)

### Плей-оф
| 9 грудня 2009 20:00 |

| «Аль-Аглі» | 0-2      | «Окленд Сіті»          |
| ---------- | -------- | ---------------------- |
|            | Протокол | Дікінсон 45' Кумбс 67' |

| «Мохаммед бін Заєд», Абу-Дабі Глядачів: 14,856 Арбітр: Карлос Еуженіо Сімон |

### Чвертьфінали
| 11 грудня 2009 20:00 |

| «ТП Мазембе» | 1-2      | «Пхохан Стілерс»  |
| ------------ | -------- | ----------------- |
| Беді 28'     | Протокол | Денілсон 50', 78' |

| «Мохаммед бін Заєд», Абу-Дабі Глядачів: 9,627 Арбітр: Пітер О'Лірі |

| 12 грудня 2009 20:00 |

| «Окленд Сіті» | 0-3      | «Атланте»                                  |
| ------------- | -------- | ------------------------------------------ |
|               | Протокол | Арреола 36' Бермудес 69' Лукас Сілва 90+1' |

| «Шейх Заєд», Абу-Дабі Глядачів: 7,222 Арбітр: Коффі Коджія |

### Півфінали
| 15 грудня 2009 20:00 |

| «Пхохан Стілерс» | 1-2      | «Естудьянтес»      |
| ---------------- | -------- | ------------------ |
| Денілсон 71'     | Протокол | Бенітес 45+2', 53' |

| «Мохаммед бін Заєд», Абу-Дабі Глядачів: 22,626 Арбітр: Роберто Розетті |

| 16 грудня 2009 20:00 |

| «Атланте» | 1-3      | «Барселона»                     |
| --------- | -------- | ------------------------------- |
| Рохас 5'  | Протокол | Бускетс 35' Мессі 55' Педро 67' |

| «Шейх Заєд», Абу-Дабі Глядачів: 40,955 Арбітр: Карлос Еуженіо Сімон |

### Матч за 5 місце
| 16 грудня 2009 17:00 |

| «ТП Мазембе»             | 2-3      | «Окленд Сіті»                  |
| ------------------------ | -------- | ------------------------------ |
| Касонго 60' Касусула 67' | Протокол | Гейн 29', 72' ван Стеден 90+4' |

| «Шейх Заєд», Абу-Дабі Глядачів: 4,200 Арбітр: Беніто Арчундія |

### Матч за 3 місце
| 19 грудня 2009 17:00 |

| «Пхохан Стілерс» | 1-1      | «Атланте»  |
| ---------------- | -------- | ---------- |
| Денілсон 42'     | Протокол | Маркес 46' |

| «Шейх Заєд», Абу-Дабі Глядачів: 13,814 Арбітр: Меттью Брізі |

|                                                                 |     | Пенальті                                         |  |
| Но Б'юн Юн · Денілсон · Шин Хен Мін · Пак Хі Чул · Кім Хьон Іль | 4-3 | Соларі · Маркес · Перальта · Лукас Сілва · Вілар |  |

### Фінал
| 19 грудня 2009 20:00 |

| «Естудьянтес» | 1-2      | «Барселона»          |
| ------------- | -------- | -------------------- |
| Боселлі 37'   | Протокол | Педро 89' Мессі 110' |

| «Шейх Заєд», Абу-Дабі Глядачів: 43,050 Арбітр: Беніто Арчундія |

## Статистика турніру

### Положення команд
| Поз. | Команда          | І | В | Н | П | ГЗ | ДП | РГ |
| ---- | ---------------- | - | - | - | - | -- | -- | -- |
| 1    | «Барселона»      | 2 | 2 | 0 | 0 | 5  | 2  | +3 |
| 2    | «Естудьянтес»    | 2 | 1 | 0 | 1 | 3  | 3  | 0  |
| 3    | «Пхохан Стілерс» | 3 | 1 | 1 | 1 | 4  | 4  | 0  |
| 4    | «Атланте»        | 3 | 1 | 1 | 1 | 5  | 4  | +1 |
| 5    | «Окленд Сіті»    | 3 | 2 | 0 | 1 | 5  | 5  | 0  |
| 6    | «ТП Мазембе»     | 2 | 0 | 0 | 2 | 3  | 5  | −2 |
| 7    | «Аль-Аглі»       | 1 | 0 | 0 | 1 | 0  | 2  | −2 |

Примітка: Матчі, що завершилися в додатковий час, вважаються як перемоги або поразки, тоді як матчі, що завершилися післяматчовими пенальті, вважаються як нічиї.

## Бомбардири
| 4 goals - Денілсон («Пхохан Стілерс») 2 goals - Леандро Бенітес («Естудьянтес») - Джейсон Гейн («Окленд Сіті») - Ліонель Мессі («Барселона») - Педро («Барселона») | 1 гол - Даніель Арреола («Атланте») - Мбенза Беді («ТП Мазембе») - Крістіан Бермудес («Атланте») - Мауро Боселлі («Естудьянтес») - Чед Кумбс («Окленд Сіті») - Адам Дікінсон («Окленд Сіті») - Нганду Касонго («ТП Мазембе») - Жан Касусула («ТП Мазембе») - Рафаель Маркес Луго («Атланте») - Гільєрмо Рохас («Атланте») - Серхіо Бускетс («Барселона») - Лукас Сілва («Атланте») - Рікі ван Стеден («Окленд Сіті») |  |

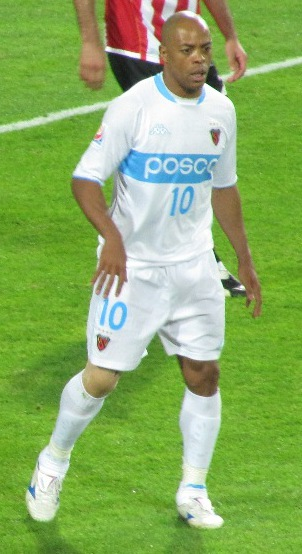
Найкращий бомбардир турніру Денілсон у півфінальному матчі.

### Нагороди
| Золотий м'яч                | Срібний м'яч                         | Бронзовий м'яч     |
| --------------------------- | ------------------------------------ | ------------------ |
| Ліонель Мессі («Барселона») | Хуан Себастьян Верон («Естудьянтес») | Хаві («Барселона») |
| Приз за чесну гру           |                                      |                    |
| «Атланте»                   |                                      |                    |